# Botanischer Garten (Breslau)

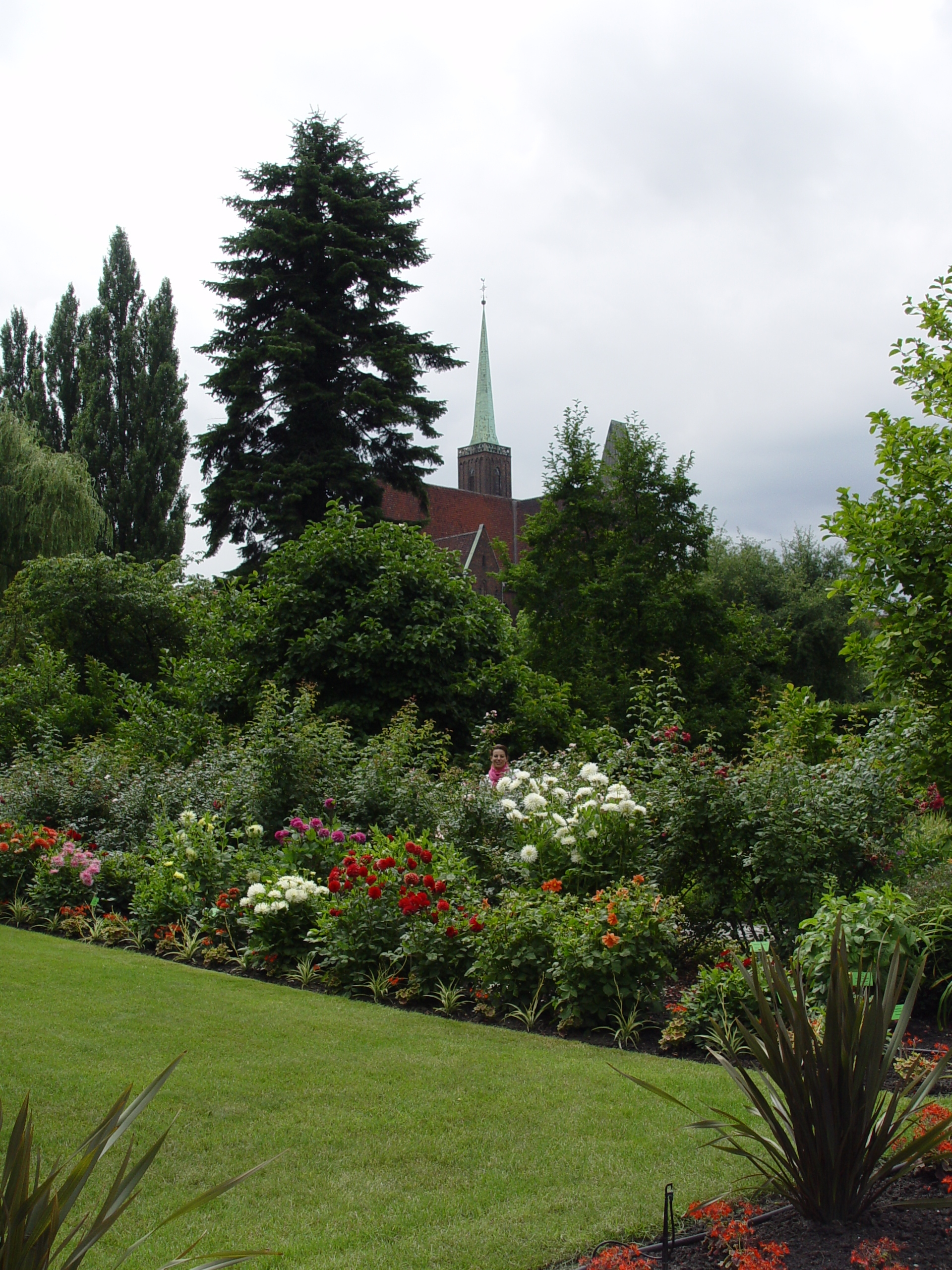
Der Botanische Garten mit der Kreuzkirche im Hintergrund

Der Botanische Garten der Universität Breslau befindet sich auf der Breslauer Dominsel (poln. Ostrow Tumski). 

## Geschichte
Der Botanische Garten in Breslau entstand 1811 als Forschungsanstalt, gleichzeitig mit der Gründung der Universität Breslau. Er wurde auf dem ehemaligen Grundstück der Befestigungsanlagen auf einer Fläche von fünf Hektar angelegt. Im ersten Jahr wurden 427 verschiedene Pflanzenarten gepflanzt. 1816 besaß der Garten bereits über 2000 Pflanzen verschiedener Art. 
1933 wurde der Garten um einen Hektar erweitert. Im Zweiten Weltkrieg wurde der Botanische Garten schwer in Mitleidenschaft gezogen. Die Gewächshäuser wurden nahezu vollständig zerstört und ca. 50 % des Pflanzenbestands ebenfalls. In den Wirren der letzten Kriegsmonate wurde im Garten eine Flak-Artillerie stationiert. 
Nach dem Krieg wurde der Garten allmählich wieder hergerichtet und bepflanzt. Dieser Wiederaufbau der Parkanlage dauerte bis Ende der 1950er Jahre. Dabei wurden ebenfalls neue Bauwerke hinzugefügt, wie eine große Holzbrücke über den Teich. Seit 1974 steht der Botanische Garten unter Denkmalschutz und seit 1991 als Gesamtanlage mit dem angrenzenden Breslauer Dom. Heute verfügt das Gelände über eine Gesamtfläche von 7,4 Hektar und mehr als 7.500 verschiedene Pflanzenarten. Seit 2012 befindet sich im westlichen Teil das rekonstruierte Denkmal für Joseph von Eichendorff. Eine Replik des Linné-Denkmals aus dem 19. Jh. befindet sich in der Abteilung Pflanzensystematik.

## Galerie

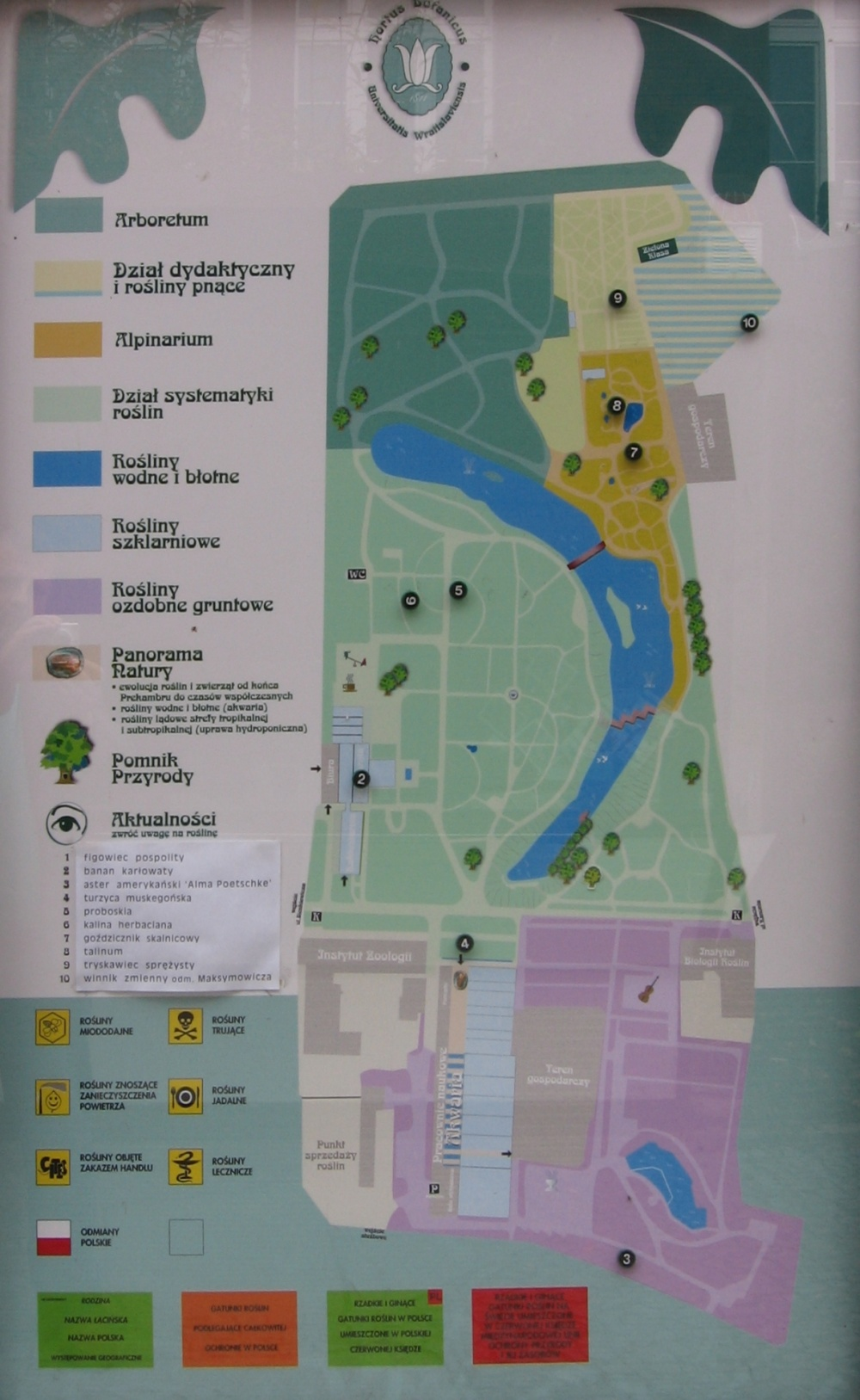
Lageplan des Gartens
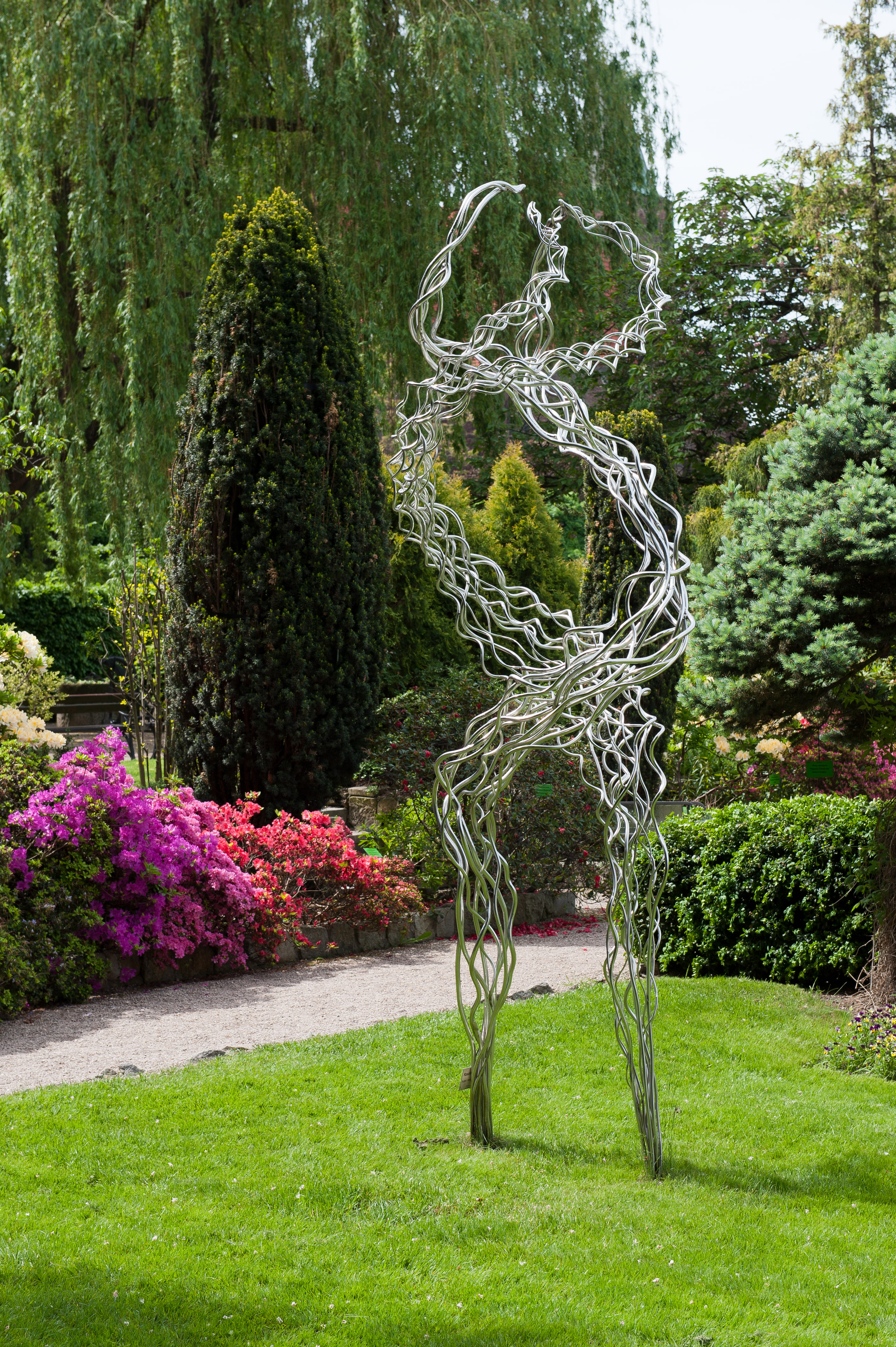
Skulptur einer DNA
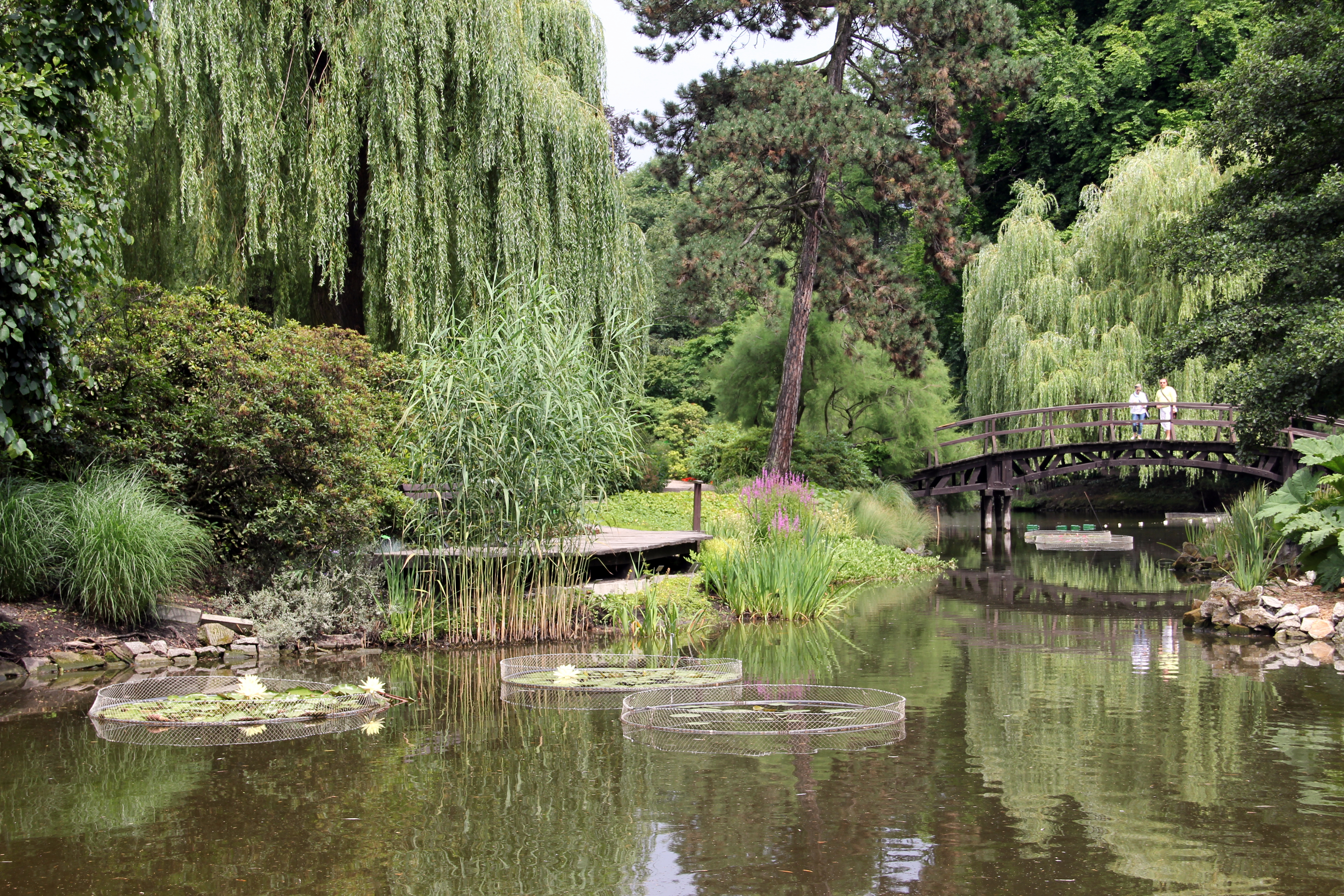
Teichanlage mit der Holzbrücke
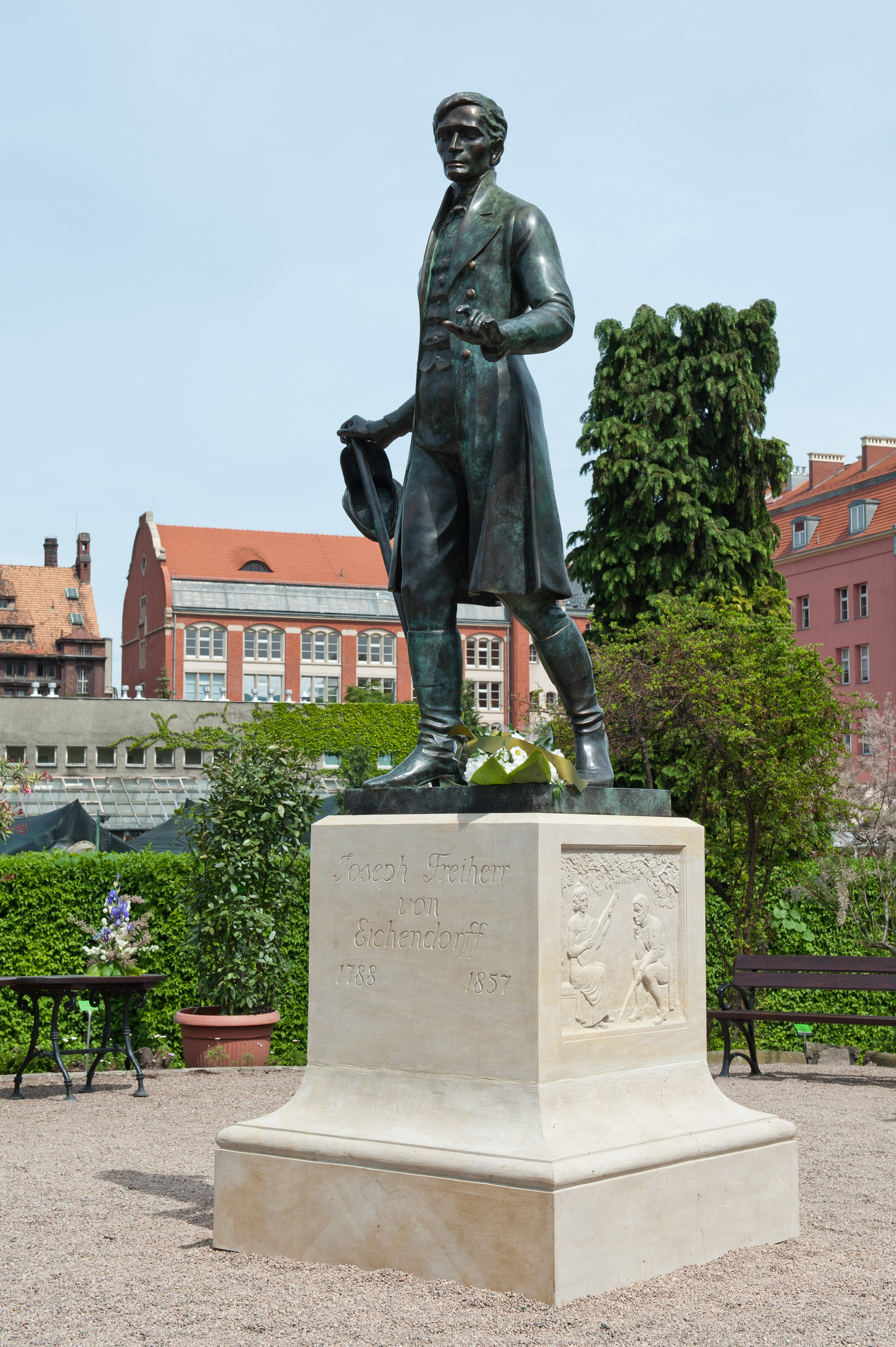
Joseph-von-Eichendorff-Denkmal
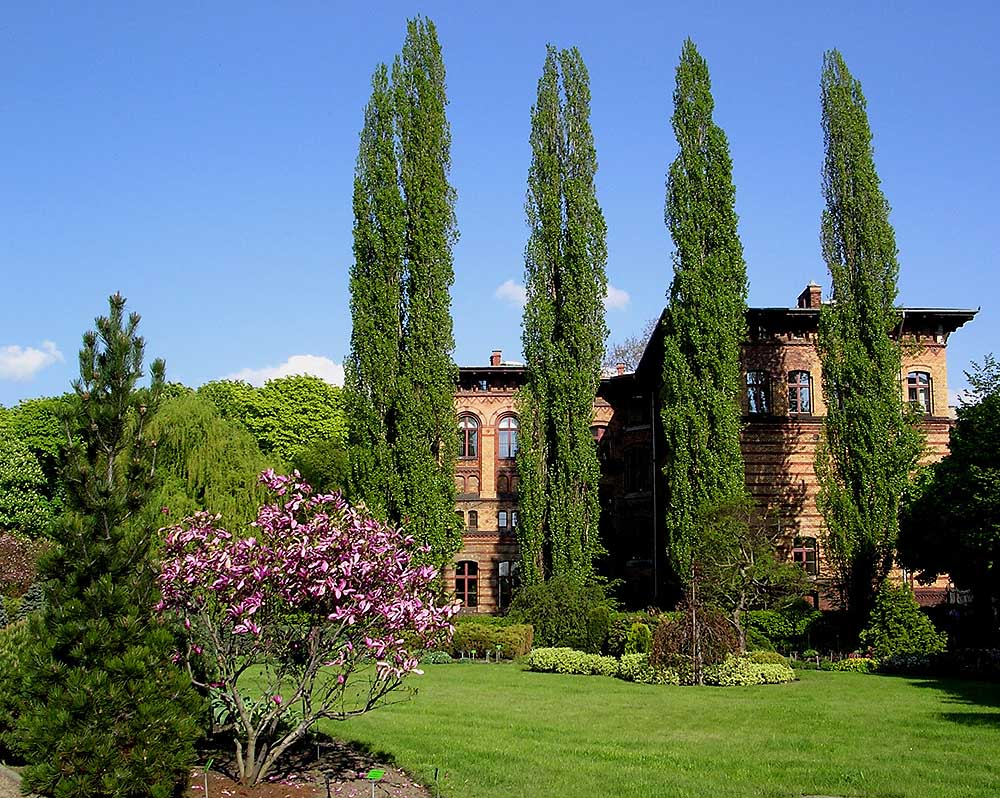
Das Administrationsgebäude des Botanischen Gartens
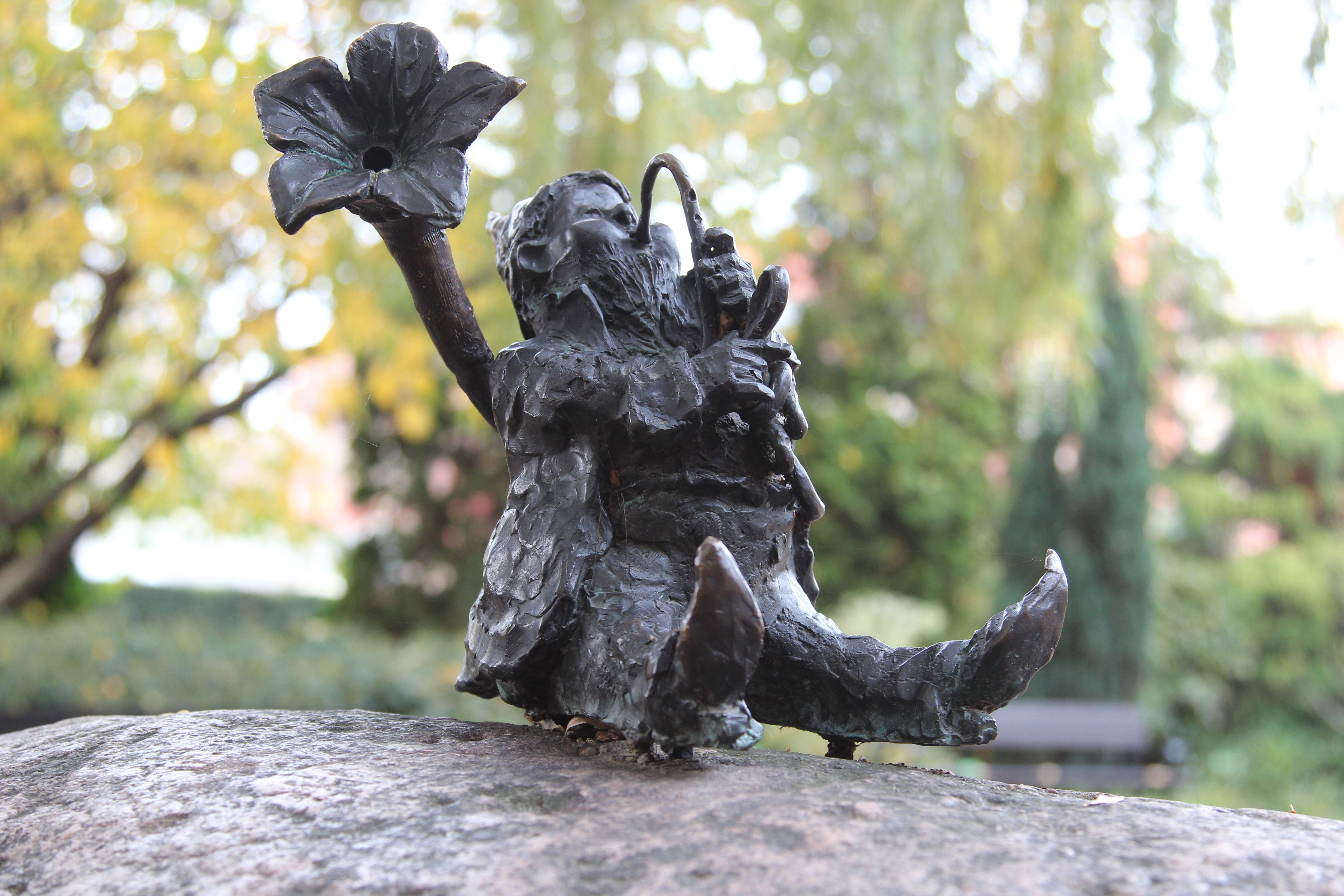
Einer der Breslauer Zwerge im Garten